# Iso-Kaukuu
Iso-Kaukuu är en sjö i kommunen Jyväskylä i landskapet Mellersta Finland i Finland. Arean är 37 hektar och strandlinjen är 4,91 kilometer lång. Sjön  ingår i Kymmene älvs huvudavrinningsområde.   Den ligger omkring 28 kilometer sydväst om Jyväskylä och omkring 210 kilometer norr om Helsingfors. 